# 史蒂夫·曼丹達
史蒂夫·曼丹达（1985年3月28日—），是一名法國職業足球員，在場上司職守門員，現效力法甲俱樂部雷恩。

## 俱樂部生涯
曼丹達出身非洲國家剛果民主共和國，早年出道於法國低級別球會勒阿弗尔。他於首一季上陣了30場聯賽，翌季則上陣了37場。其間他試過取得一個入球。
2007年他獲法甲球會马赛的邀請。起先以借用形式加盟，至2007-08年球季下半段乘原有正選受傷，參與了法甲以至歐洲足協盃賽事。由於表現令馬賽滿意，2008年3月5日他與馬賽正式簽訂永久轉會合約，為期四年。

## 國家隊生涯
他贏得過法國青年國家隊的代表資格，參與過2006年歐洲青年國家盃。2008年歐洲國家盃他入選廿三人大軍名單，但沒有上過一場正式比賽。此後除了2014年世界盃足球賽因傷退賽，每一次的國際大賽都入選國家代表。在法國隊2018年世界盃足球賽名單中他和同為守門員的洛里斯是唯二參加過2010年世界盃足球賽的球員；曼丹達還是2018代表隊員中唯一入選2008年歐洲國家盃代表的隊員。
2023年1月14日，曼丹達宣布從國家隊退役。

## 個人生活
曼丹达有三个弟弟，他们都是门将。

## 外部連結
- Soccerway資料庫：史蒂夫·曼丹達
- 史蒂夫·曼丹達 – FIFA國際賽競賽紀錄 (存檔)
- 史蒂夫·曼丹達在 National-Football-Teams.com 上的出场纪录